# Microlicia parvula
Microlicia parvula är en tvåhjärtbladig växtart som först beskrevs av Markgr., och fick sitt nu gällande namn av F.Almeda och Angela Borges Martins. Microlicia parvula ingår i släktet Microlicia och familjen Melastomataceae. Inga underarter finns listade i Catalogue of Life.